# Sakarya
Sakarya ist eine Provinz der Türkei. Ihre Hauptstadt ist Adapazarı. Ihren Namen trägt sie nach dem Fluss Sakarya, dem antiken Sangarius.
Die Provinz hat über eine Million Einwohner (Stand 2020) auf einer Fläche von 4.823 km². Sie grenzt an die Provinzen Düzce, Bolu, Bilecik, Kocaeli und Bursa.
Sakarya war im Jahre 1999 Zentrum eines Erdbebens, bei dem 24.000 Menschen starben.

## Verwaltungsgliederung
Sakarya ist seit 2000 eine Großstadt (Büyükşehir belediyesi). Nach einer Verwaltungsreform 2013 ist das Gebiet der Großstadt mit dem der Provinz identisch, in jedem der İlçe (untergeordnete staatliche Verwaltungsbezirke) besteht eine namensgleiche Kommune, die jeweils dessen gesamtes Gebiet umfasst und die der Großstadtgemeinde zugeordnet ist. Alle anderen Gemeinden (Belediye) und alle Dörfer (Köy) in den İlçes wurden aufgelöst, die ehemaligen Bürgermeister (Belediye Başkan) der Kommunen (Belediye) wurden auf den Rang eines Muhtars heruntergestuft und ihr Gebiet der jeweiligen Zentralgemeinde des İlçe als Mahalle (Stadtviertel) zugeschlagen. Der Gouverneur der Provinz (Vali) ist seitdem ein reiner Staatsbeamter, die Zuständigkeiten der früheren Provinzversammlung (İl meclisi), die unter seinem Vorsitz tagte, wurden auf die Großstadtkommune übertragen. Die 16 staatlichen İlçe und die entsprechenden Gemeinden sind:
| Kreis- code 1      | Landkreis İlçe     | Fläche 2 (km²) | Bevölkerung am 31.12.2020 3 | Bevölkerung am 31.12.2020 3 | Bevölkerung am 31.12.2020 3 | Anzahl der Mahalle | Bevölke- rungs- dichte (Einw./km²) | Sex Ratio 4 Frauen auf 1000 Männer | Grün- dungs datum 5, 6 |
| Kreis- code 1      | Landkreis İlçe     | Fläche 2 (km²) | Gesamt                      | männlich                    | weiblich                    | Anzahl der Mahalle | Bevölke- rungs- dichte (Einw./km²) | Sex Ratio 4 Frauen auf 1000 Männer | Grün- dungs datum 5, 6 |
| ------------------ | ------------------ | -------------- | --------------------------- | --------------------------- | --------------------------- | ------------------ | ---------------------------------- | ---------------------------------- | ---------------------- |
| 2068               | Adapazarı          | 324            | 279.127                     | 139.229                     | 139.898                     | 84                 | 861,5                              | 1005                               | 2008                   |
| 1123               | Akyazı             | 628            | 92.093                      | 46.056                      | 46.037                      | 73                 | 146,6                              | 1000                               | 1944                   |
| 2069               | Arifiye            | 75             | 46.344                      | 24.164                      | 22.180                      | 24                 | 617,9                              | 918                                | 2008                   |
| 2070               | Erenler            | 136            | 90.855                      | 45.421                      | 45.434                      | 33                 | 668,1                              | 1000                               | 2008                   |
| 1925               | Ferizli            | 173            | 27.399                      | 14.586                      | 12.813                      | 24                 | 158,4                              | 878                                | 1990                   |
| 1351               | Geyve              | 662            | 50.154                      | 25.227                      | 24.927                      | 73                 | 75,8                               | 988                                |                        |
| 1391               | Hendek             | 646            | 86.612                      | 42.909                      | 43.703                      | 91                 | 134,1                              | 1018                               |                        |
| 1955               | Karapürçek         | 142            | 13.130                      | 6.694                       | 6.436                       | 14                 | 92,5                               | 961                                | 1990                   |
| 1442               | Karasu             | 411            | 66.852                      | 33.285                      | 33.567                      | 40                 | 162,7                              | 1008                               | 1933                   |
| 1453               | Kaynarca           | 343            | 24.271                      | 12.438                      | 11.833                      | 45                 | 70,8                               | 951                                | 1959                   |
| 1818               | Kocaali            | 254            | 22.845                      | 11.530                      | 11.315                      | 36                 | 89,9                               | 981                                | 1987                   |
| 1833               | Pamukova           | 289            | 29.974                      | 15.080                      | 14.894                      | 33                 | 103,7                              | 988                                | 1987                   |
| 1595               | Sapanca            | 173            | 43.018                      | 21.384                      | 21.634                      | 29                 | 248,7                              | 1012                               | 1957                   |
| 2071               | Serdivan           | 130            | 148.802                     | 73.652                      | 75.150                      | 24                 | 1.144,6                            | 1020                               | 2008                   |
| 1986               | Söğütlü            | 145            | 14.203                      | 7.203                       | 7.000                       | 23                 | 98,0                               | 972                                | 1990                   |
| 1847               | Taraklı            | 292            | 6.970                       | 3.530                       | 3.440                       | 22                 | 23,9                               | 974                                | 1987                   |
| Provinz 54 Sakarya | Provinz 54 Sakarya | 4823           | 1.042.649                   | 522.388                     | 520.261                     | 668                | 216,2                              | 996                                |                        |

## Bevölkerung

### Volkszählungsergebnisse
Nachfolgende Tabellen geben den bei den neun Volkszählungen dokumentierten Einwohnerstand der Provinz Sakarya wieder. Die Werte entstammen E-Books (der Originaldokumente) sowie der Datenabfrage des Türkischen Statistikinstituts TÜIK

| Jahr | Bevölkerung am Zensustag | Bevölkerung am Zensustag | jährl. Wachs- tumsrate in % | R a n g |
| Jahr | Türkei                   | Provinz Sakarya          | Provinz Sakarya             | R a n g |
| ---- | ------------------------ | ------------------------ | --------------------------- | ------- |
| 1955 | 24.064.763               | 297.108                  | –                           | 38      |
| 1960 | 27.754.820               | 361.992                  | 3,07                        | 35      |
| 1965 | 31.391.421               | 404.078                  | 2,62                        | 34      |
| 1970 | 35.605.176               | 459.052                  | 2,68                        | 32      |
| 1975 | 40.347.719               | 495.649                  | 2,66                        | 32      |
| 1980 | 44.736.957               | 548.747                  | 2,18                        | 32      |
| 1985 | 50.664.458               | 610.500                  | 2,65                        | 31      |
| 1990 | 56.473.035               | 683.061                  | 2,29                        | 29      |
| 2000 | 67.803.927               | 756.168                  | 2,01                        | 28      |

Anzahl der Provinzen bezogen auf die Censusjahre:
- 1955: 67 Provinzen
- 1960 bis 1985: 73 Provinzen
- 1990: 73 Provinzen
- 2000: 81 Provinzen

## Geschichte

### Verwaltungsgeschichte
Adapazari war seit 1868 ein Distrikt im Vilayet/Sandschak Kocaeli.
Durch das Gesetz Nr. 6419 wurde die Provinz mit folgenden fünf Kazas ausgegliedert:
- Adapazari: 4 Nahiye, 13 Dörfer (Köy) mit 98.436 Einw.,
- Akyazı: 2 Nahiye, 60 Dörfer mit 39.453 Einw.,
- Geyve: 4 Nahiye, 115 Dörfer mit 44.156 Einw.,
- Hendek: 2 Nahiye, 59 Dörfer mit 32.931 Einw. und
- Karasu: 2 Nahiye, 43 Dörfer mit 29.606 Einw.

Insgesamt also 400 Dörfer mit 244.632 Einwohnern (1950).
Das Gesetz trat am 1. Dezember 1954 in Kraft, der erste Gouverneur Mehmet Nazım Üner übernahm sein Amt.
Im Jahr 2000 wurde Adapazari eine Büyükşehir Belediyesi, die 2008 in Sakarya umbenannt wurde.

## Persönlichkeiten
- Süleyman Seba (1926–2014), 1984 bis 2000 Präsident von Beşiktaş Istanbul
- Cem Uzan (* 1960), Medienunternehmer und Politiker
- Oğuz Çetin (* 1963), Fußballspieler und -trainer
- Recep Çetin (* 1965), Fußballspieler
- Sedat Peker (* 1971), Anführer einer kriminellen Vereinigung
- Tuncay Şanlı (* 1982), Fußballspieler
- Kenan Sofuoğlu (* 1984), Motorradrennfahrer
- Atilla Karaoğlan (* 1986), Fußballschiedsrichter
- Mustafa Pektemek (* 1988), Fußballspieler
- Salih Dursun (* 1991), Fußballspieler
- Özlem Çarıkçıoğlu (* 1994), Skirennläuferin
- Yasir Şubaşı (* 1996), Fußballspieler
- Lvbel C5 (* 2001), Rapper

## Universität
An der staatlichen Universität von Sakarya gibt es zirka 35.000 Studierende. Daneben gibt es eine Bibliothek mit etwa 40.000 Büchern und Platz für bis zu 500 Studierende. Ihr Vorläufer, eine Schule für Technik und Architektur, die eng mit der Universität Istanbul zusammenarbeitete, geht auf das Jahr 1970 zurück. Seit 1992 ist sie eine selbständige Universität.

## Botanik
Die Pflanze Centaurea sakariyaensis (Asteraceae) ist nach der Provinz benannt.